# 동족 (화학)
동족(同族, 영어: homologue)란 화학에서 같은 종류에 속하는 것을 말하는 단어이다. 화합물의 동족은 동족체(同族體, 영어: homologue)라고 부르며 반복 단위를 제외하고 구조가 똑같은 화합물을 말한다. 원소의 동족은 동족원소(同族元素)라고 부른다. 동족원소란 같은 주기율표 족에 속하는 원소를 말한다.

## 같이 보기
- 주기율표